# Las Rozas Black Demons
I Las Rozas Black Demons sono la squadra di football americano di Las Rozas de Madrid, in Spagna.

## Storia
Fondati nel 2000, hanno vinto un titolo madrileno a 11, un titolo femminile nazionale di primo livello, uno di secondo livello e uno madrileno.

## Dettaglio stagioni

### Tornei nazionali

#### Campionato

##### LNFA/LNFA Elite/Serie A
| Stagione | regular season | regular season | regular season | regular season | regular season | regular season | playoff | playoff | playoff | playoff | playoff | playoff      | playoff           |
|          | Vin            | Par            | Per            | Tot            | PF             | PS             | Vin     | Per     | Tot     | PF      | PS      | risultato    | avversaria        |
| -------- | -------------- | -------------- | -------------- | -------------- | -------------- | -------------- | ------- | ------- | ------- | ------- | ------- | ------------ | ----------------- |
| 2009     | 3              | 0              | 6              | 9              | 196            | 205            | -       | -       | -       | -       | -       | -            | -                 |
| 2010     | 6              | 1              | 1              | 8              | 283            | 95             | 0       | 1       | 1       | 20      | 27      | Wild Card    | Valencia Firebats |
| 2011     | 3              | 0              | 7              | 10             | 174            | 292            | -       | -       | -       | -       | -       | -            | -                 |
| 2013     | 1              | 0              | 9              | 10             | 113            | 314            | -       | -       | -       | -       | -       | -            | -                 |
| 2018     | 7              | 0              | 1              | 8              | 319            | 66             | 1       | 1       | 2       | 50      | 47      | Semifinale   | Murcia Cobras     |
| 2019     | 7              | 0              | 1              | 8              | 385            | 79             | 2       | 1       | 3       | 102     | 100     | Spanish Bowl | Badalona Dracs    |
| 2020     | 5              | 0              | 0              | 5              | 157            | 70             | -       | -       | -       | -       | -       | -            | -                 |
| 2021     | 7              | 0              | 1              | 8              | 269            | 114            | 1       | 1       | 2       | 70      | 45      | Spanish Bowl | Badalona Dracs    |
| 2022     | 5              | 0              | 3              | 8              | 240            | 121            | 1       | 1       | 2       | 49      | 42      | Spanish Bowl | Osos de Rivas     |
| Totale   | 44             | 1              | 29             | 74             | 2136           | 1356           | 5       | 5       | 10      | 291     | 261     |              |                   |

Fonti: Enciclopedia del Football - A cura di Roberto Mezzetti

##### LNFA Femenina
| Stagione | regular season | regular season | regular season | regular season | regular season | regular season | playoff | playoff | playoff | playoff | playoff | playoff     | playoff         |
|          | Vin            | Par            | Per            | Tot            | PF             | PS             | Vin     | Per     | Tot     | PF      | PS      | risultato   | avversaria      |
| -------- | -------------- | -------------- | -------------- | -------------- | -------------- | -------------- | ------- | ------- | ------- | ------- | ------- | ----------- | --------------- |
| 2014     | 3              | 0              | 2              | 5              | 181            | 97             | -       | -       | -       | -       | -       | -           | -               |
| 2015     | 5              | 0              | 0              | 5              | 127            | 30             | 1       | 0       | 1       | 38      | 26      | Campionesse | Barberá Rookies |
| 2016     | 3              | 0              | 2              | 5              | 140            | 59             | -       | -       | -       | -       | -       | -           | -               |
| Totale   | 11             | 0              | 4              | 15             | 448            | 186            | 1       | 0       | 1       | 38      | 26      |             |                 |

Fonti: Enciclopedia del Football - A cura di Roberto Mezzetti

##### LNFA 2/Conferencias/Serie B
| Stagione | regular season | regular season | regular season | regular season | regular season | regular season | playoff | playoff | playoff | playoff | playoff | playoff          | playoff              |
|          | Vin            | Par            | Per            | Tot            | PF             | PS             | Vin     | Per     | Tot     | PF      | PS      | risultato        | avversaria           |
| -------- | -------------- | -------------- | -------------- | -------------- | -------------- | -------------- | ------- | ------- | ------- | ------- | ------- | ---------------- | -------------------- |
| 2008     | 4              | 0              | 2              | 6              | 149            | 84             | 0       | 1       | 1       | 6       | 20      | Quarti di finale | Zaragoza Hurricanes  |
| 2012     | 7              | 0              | 1              | 8              | 228            | 33             | 3       | 0       | 3       | 60      | 16      | Campioni         | Valencia Giants      |
| 2014     | 7              | 0              | 1              | 8              | 208            | 59             | 1       | 1       | 2       | 23      | 23      | Semifinale       | Reus Imperials       |
| 2015     | 3              | 0              | 5              | 8              | 122            | 124            | 1       | 1       | 2       | 48      | 42      | Semifinale       | Barberá Rookies      |
| 2017     | 8              | 0              | 0              | 8              | 290            | 100            | 2       | 0       | 2       | 90      | 27      | Campioni         | L'Hospitalet Pioners |
| Totale   | 29             | 0              | 9              | 38             | 997            | 400            | 7       | 3       | 10      | 227     | 128     |                  |                      |

Fonti: Enciclopedia del Football - A cura di Roberto Mezzetti

##### LNFA Femenina 7×7
| Stagione | regular season | regular season | regular season | regular season | regular season | regular season | playoff | playoff | playoff | playoff | playoff | playoff     | playoff         |
|          | Vin            | Par            | Per            | Tot            | PF             | PS             | Vin     | Per     | Tot     | PF      | PS      | risultato   | avversaria      |
| -------- | -------------- | -------------- | -------------- | -------------- | -------------- | -------------- | ------- | ------- | ------- | ------- | ------- | ----------- | --------------- |
| 2020     | 4              | 0              | 0              | 4              | 237            | 27             | -       | -       | -       | -       | -       | -           | -               |
| 2021     | 6              | 0              | 0              | 6              | 260            | 26             | 2       | 0       | 2       | 101     | 30      | Campionesse | Barberá Rookies |
| Totale   | 10             | 0              | 0              | 10             | 497            | 53             | 2       | 0       | 2       | 101     | 30      |             |                 |

Fonti: Enciclopedia del Football - A cura di Roberto Mezzetti

##### Serie C
| Stagione | regular season | regular season | regular season | regular season | regular season | regular season | playoff | playoff | playoff | playoff | playoff | playoff   | playoff       |
|          | Vin            | Par            | Per            | Tot            | PF             | PS             | Vin     | Per     | Tot     | PF      | PS      | risultato | avversaria    |
| -------- | -------------- | -------------- | -------------- | -------------- | -------------- | -------------- | ------- | ------- | ------- | ------- | ------- | --------- | ------------- |
| 2016     | -              | -              | -              | -              | -              | -              | 2       | 1       | 3       | 40      | 26      | Finale    | Osos de Rivas |
| Totale   | -              | -              | -              | -              | -              | -              | 2       | 1       | 3       | 40      | 26      |           |               |

Fonti: Enciclopedia del Football - A cura di Roberto Mezzetti

#### Coppa
| Stagione | regular season | regular season | regular season | regular season | regular season | regular season | playoff | playoff | playoff | playoff | playoff | playoff    | playoff              |
|          | Vin            | Par            | Per            | Tot            | PF             | PS             | Vin     | Per     | Tot     | PF      | PS      | risultato  | avversaria           |
| -------- | -------------- | -------------- | -------------- | -------------- | -------------- | -------------- | ------- | ------- | ------- | ------- | ------- | ---------- | -------------------- |
| 2009     | -              | -              | -              | -              | -              | -              | 0       | 1       | 1       | 7       | 34      | Wild Card  | Osos de Rivas        |
| 2012     | -              | -              | -              | -              | -              | -              | 1       | 1       | 2       | 30      | 33      | Semifinale | L'Hospitalet Pioners |
| 2013     | -              | -              | -              | -              | -              | -              | 2       | 1       | 2       | 46      | 54      | Semifinale | Badalona Dracs       |
| 2017     | -              | -              | -              | -              | -              | -              | 1       | 1       | 2       | 20      | 26      | Finale     | Badalona Dracs       |
| 2018     | -              | -              | -              | -              | -              | -              | 1       | 1       | 2       | 21      | 31      | Finale     | Badalona Dracs       |
| 2019     | -              | -              | -              | -              | -              | -              | 2       | 1       | 3       | 54      | 28      | Finale     | Badalona Dracs       |
| 2021     | -              | -              | -              | -              | -              | -              | 2       | 1       | 3       | 101     | 34      | Finale     | Badalona Dracs       |
| Totale   | -              | -              | -              | -              | -              | -              | 9       | 7       | 16      | 279     | 240     |            |                      |

Fonti: Enciclopedia del Football - A cura di Roberto Mezzetti

### Tornei internazionali

#### CEFL
| Stagione | regular season | regular season | regular season | regular season | regular season | regular season | playoff | playoff | playoff | playoff | playoff | playoff     | playoff                  |
|          | Vin            | Par            | Per            | Tot            | PF             | PS             | Vin     | Per     | Tot     | PF      | PS      | risultato   | avversaria               |
| -------- | -------------- | -------------- | -------------- | -------------- | -------------- | -------------- | ------- | ------- | ------- | ------- | ------- | ----------- | ------------------------ |
| 2022     | -              | -              | -              | -              | -              | -              | 0       | 1       | 1       | 6       | 12      | Primo turno | Black Panthers de Thonon |
| Totale   | -              | -              | -              | -              | -              | -              | 0       | 1       | 1       | 6       | 12      |             |                          |

Fonti: Enciclopedia del Football - A cura di Roberto Mezzetti

### Tornei locali

#### Campionato madrileno a 11
| Stagione | regular season | regular season | regular season | regular season | regular season | regular season | playoff | playoff | playoff | playoff | playoff | playoff   | playoff               |
|          | Vin            | Par            | Per            | Tot            | PF             | PS             | Vin     | Per     | Tot     | PF      | PS      | risultato | avversaria            |
| -------- | -------------- | -------------- | -------------- | -------------- | -------------- | -------------- | ------- | ------- | ------- | ------- | ------- | --------- | --------------------- |
| 2015     | 2              | 0              | 1              | 3              | 86             | 17             | -       | -       | -       | -       | -       | -         | -                     |
| 2016     | 3              | 0              | 0              | 3              | 163            | 0              | 0       | 1       | 1       | 8       | 22      | Finale    | Camioneros de Coslada |
| 2017     | 2              | 0              | 1              | 3              | 111            | 59             | 1       | 0       | 1       | 42      | 33      | Campioni  | Osos de Rivas         |
| Totale   | 7              | 0              | 2              | 9              | 360            | 76             | 1       | 1       | 2       | 50      | 55      |           |                       |

Fonti: Enciclopedia del Football - A cura di Roberto Mezzetti

#### Campionato madrileno a 9
| Stagione | regular season | regular season | regular season | regular season | regular season | regular season | playoff | playoff | playoff | playoff | playoff | playoff   | playoff       |
|          | Vin            | Par            | Per            | Tot            | PF             | PS             | Vin     | Per     | Tot     | PF      | PS      | risultato | avversaria    |
| -------- | -------------- | -------------- | -------------- | -------------- | -------------- | -------------- | ------- | ------- | ------- | ------- | ------- | --------- | ------------- |
| 2014     | 3              | 0              | 0              | 3              | 66             | 30             | -       | -       | -       | -       | -       | -         | -             |
| 2019     | 4              | 0              | 3              | 7              | 163            | 53             | 1       | 1       | 2       | 43      | 44      | Finale    | Osos de Rivas |
| Totale   | 7              | 0              | 3              | 10             | 229            | 83             | 1       | 1       | 2       | 43      | 44      |           |               |

Fonti: Enciclopedia del Football - A cura di Roberto Mezzetti

#### Campionato madrileno a 7
| Stagione | regular season | regular season | regular season | regular season | regular season | regular season | playoff | playoff | playoff | playoff | playoff | playoff   | playoff       |
|          | Vin            | Par            | Per            | Tot            | PF             | PS             | Vin     | Per     | Tot     | PF      | PS      | risultato | avversaria    |
| -------- | -------------- | -------------- | -------------- | -------------- | -------------- | -------------- | ------- | ------- | ------- | ------- | ------- | --------- | ------------- |
| 2002     | 5              | 1              | 2              | 8              | 216            | 151            | 0       | 1       | 1       | 30      | 47      | Finale    | Osos de Rivas |
| 2012     | 0              | 0              | 2              | 2              | 0              | 7              | -       | -       | -       | -       | -       | -         | -             |
| 2013     | 1              | 0              | 1              | 2              | 42             | 40             | -       | -       | -       | -       | -       | -         | -             |
| Totale   | 6              | 1              | 5              | 12             | 258            | 199            | 0       | 1       | 1       | 30      | 47      |           |               |

Fonti: Enciclopedia del Football - A cura di Roberto Mezzetti

#### Campionato madrileno femminile
| Stagione | regular season | regular season | regular season | regular season | regular season | regular season | playoff | playoff | playoff | playoff | playoff | playoff     | playoff               |
|          | Vin            | Par            | Per            | Tot            | PF             | PS             | Vin     | Per     | Tot     | PF      | PS      | risultato   | avversaria            |
| -------- | -------------- | -------------- | -------------- | -------------- | -------------- | -------------- | ------- | ------- | ------- | ------- | ------- | ----------- | --------------------- |
| 2012     | -              | -              | -              | -              | -              | -              | 1       | 0       | 1       | 19      | 6       | Campionesse | Camioneros de Coslada |
| Totale   | -              | -              | -              | -              | -              | -              | 1       | 0       | 1       | 19      | 6       |             |                       |

Fonti: Enciclopedia del Football - A cura di Roberto Mezzetti

#### LVFA Femenina
| Stagione | regular season | regular season | regular season | regular season | regular season | regular season | playoff | playoff | playoff | playoff | playoff | playoff   | playoff    |
|          | Vin            | Par            | Per            | Tot            | PF             | PS             | Vin     | Per     | Tot     | PF      | PS      | risultato | avversaria |
| -------- | -------------- | -------------- | -------------- | -------------- | -------------- | -------------- | ------- | ------- | ------- | ------- | ------- | --------- | ---------- |
| 2017-18  | 3              | 0              | 3              | 6              | 151            | 105            | -       | -       | -       | -       | -       | -         | -          |
| Totale   | 3              | 0              | 3              | 6              | 151            | 105            | -       | -       | -       | -       | -       |           |            |

Fonti: Enciclopedia del Football - A cura di Roberto Mezzetti

### Riepilogo fasi finali disputate
| Anno             | Luogo               | Evento            | Fase del torneo | Incontro                                          | Risultato |
| 15 dicembre 2002 |                     | LMFA 7×7          | Finale          | Osos de Rivas - Las Rozas Black Demons            | 47 - 30   |
| 21 dicembre 2008 |                     | Copa de España    | Wild Card       | Osos de Rivas - Las Rozas Black Demons            | 34 - 7    |
| 22 aprile 2012   | Coslada             | LMFA Femenina     | Finale          | Camioneros de Coslada - Las Rozas Black Demons    | 6 - 19    |
| 2 dicembre 2012  |                     | Copa de España    | Semifinale      | Las Rozas Black Demons - Osos de Rivas            | 14 - 24   |
| 24 novembre 2013 | Las Rozas de Madrid | Copa de España    | Semifinale      | Las Rozas Black Demons - Badalona Dracs           | 13 - 31   |
| 17 maggio 2015   |                     | Serie B           | Semifinale      | Barberá Rookies - Las Rozas Black Demons          | 28 - 21   |
| 13 giugno 2015   |                     | LNFA Femenina     | Finale          | Las Rozas Black Demons - Barberá Rookies          | 38 - 26   |
| 18 dicembre 2016 | Coslada             | LMFA11            | Finale          | Camioneros de Coslada - Las Rozas Black Demons    | 22 - 8    |
| 27 maggio 2017   |                     | Serie B           | Finale          | Las Rozas Black Demons - L'Hospitalet Pioners     | 41 - 27   |
| 25 novembre 2017 | La Pobla de Farnals | Copa de España    | Finale          | Badalona Dracs - Las Rozas Black Demons           | 26 - 7    |
| 16 dicembre 2017 | Las Rozas de Madrid | LMFA11            | Finale          | Osos de Rivas - Las Rozas Black Demons            | 33 - 42   |
| 19 maggio 2018   | Murcia              | Serie A           | Semifinale      | Murcia Cobras - Las Rozas Black Demons            | 35 - 28   |
| 15 dicembre 2018 | Guadalajara         | Copa de España    | Finale          | Badalona Dracs - Las Rozas Black Demons           | 24 - 0    |
| 25 maggio 2019   | Murcia              | Serie A           | Spanish Bowl    | Badalona Dracs - Las Rozas Black Demons           | 47 - 6    |
| 15 giugno 2019   | Alcobendas          | LMFA9             | Finale          | Las Rozas Black Demons - Osos de Rivas            | 17 - 21   |
| 15 dicembre 2019 | El Masnou           | Copa de España    | Finale          | Badalona Dracs - Las Rozas Black Demons           | 15 - 3    |
| 15 maggio 2021   | Badalona            | Serie A           | Spanish Bowl    | Las Rozas Black Demons - Badalona Dracs           | 21 - 31   |
| 29 maggio 2021   | Las Rozas de Madrid | LNFA Femenina 7×7 | Finale          | Barberá Rookies - Las Rozas Black Demons          | 24 - 51   |
| 26 giugno 2021   | Badalona            | Copa de España    | Finale          | Badalona Dracs - Las Rozas Black Demons           | 14 - 7    |
| 2 aprile 2022    | Thonon-les-Bains    | CEFL              | Primo turno     | Black Panthers de Thonon - Las Rozas Black Demons | 12 - 6    |
| 21 maggio 2022   |                     | Serie A           | Spanish Bowl    | Osos de Rivas - Las Rozas Black Demons            | 28 - 12   |

## Palmarès
- 3 Campionati spagnoli di serie B (2007, 2012, 2017)
- 1 Campionato spagnolo femminile (2015)
- 1 Campionato spagnolo femminile a 7 (2021)
- 1 Campionato madrileno a 11 (2017)
- 1 Campionato madrileno femminile (2012)
- 2 LNFA Junior (2016, 2017)